# Alpha Tucanae
α Tucanae ist mit einer scheinbaren Helligkeit von +2,82 mag der hellste Stern im Sternbild Tukan. Er befindet sich in einer Entfernung von etwa 200 Lichtjahren und ist ein Roter Riese der Spektralklasse K. Der Stern ist des Weiteren ein spektroskopischer Doppelstern. Der Begleiter umläuft dabei den Hauptstern mit einer Umlaufzeit von 11,5 Jahren. Weiteres ist über den Begleiter bisher nicht bekannt.